# مارک استیونز (هنرپیشه)
مارک استیونز (انگلیسی: Mark Stevens؛ ‏ زاده ۱۳ دسامبر ۱۹۱۶ – درگذشته ۱۵ سپتامبر ۱۹۹۴) هنرپیشه، کارگردان و فیلم‌نامه‌نویس اهل ایالات متحده آمریکا بود.

## گزیده فیلمشناسی
از فیلم‌ها یا برنامه‌های تلویزیونی که وی در آن نقش داشته‌است می‌توان به آثار زیر اشاره کرد.
- گذرگاهی به سوی مارسی (۱۹۴۴)
- راپسودی در بلو (فیلم) (۱۹۴۵)
- گودال مار (۱۹۴۸)
- ماسه (فیلم ۱۹۴۹) (۱۹۴۹)
- فرشته سپید (۱۹۹۴)

## مرگ
در 15 سپتامبر 1994، استیونز بر اثر سرطان در مایورکا، اسپانیا در سن 77 سالگی درگذشت.